# 贾餗
贾餗（？—835年12月17日），字子美，爵封姑臧县男，唐朝官员，唐文宗年间短暂拜相。文宗年间，他卷入朝臣和宦官间的大规模权力争斗即甘露之变，和其他三名宰相李训、王涯、舒元舆一同被宦官所杀。

## 家世和早期仕途
贾餗生年不详，河南府（即东都洛阳地区）人氏。世居姑臧。祖父贾渭、父亲贾宁在《新唐书》宰相世系表中均无官职记载。贾餗有兄贾竦。
贾餗早孤，旅居江淮之间。从父贾全任浙东观察使，贾餗前往投靠。贾全惊异于他的才能，待他也很优厚。
贾餗通过进士殿试，因文史出众而扬名。又通过贤良方正异等考试，被任为渭南尉、集贤校理。后四度升迁为考功员外郎，知制诰。

## 穆宗、敬宗年间
唐穆宗长庆（821年）元年十一月，贾餗和中书舍人白居易、缮部郎中陈岵被任为选拔贤良的策论考官，时人认为他们公正。不久，贾餗迁库部郎中，仍知制诰。贾餗善于作文，机敏有决断，但性格暴厉急躁，常凌辱同僚。谏议大夫李渤厌恶贾餗并报告宰相，但因李逢吉、窦易直爱其才，贾餗没有被贬。
四年（824年），穆宗崩，子唐敬宗继位，贾餗是众多被派到各镇告哀的使者之一，四月被派往江浙地区为宣慰使。途中因张又新构陷，出为常州刺史。当时，官员出使由红衣小吏为前导，贾餗就任常州后也如此。其上司浙西观察使李德裕命他停止使用红衣小吏，贾餗很记恨。

## 文宗年间
唐敬宗弟唐文宗太和（827年 - 835年）初年，贾餗被召回长安任太常少卿。二年（828年）三月，文宗御宣政殿亲试制策举人，以贾餗和左散骑常侍冯宿、库部郎中庞严为考制策官，以裴休为甲等制科之首。三人都是当时文士，目睹进士刘蕡的对策指宦官为祸乱根本，为之嗟叹，以为即使是汉朝的晁错、董仲舒也无以过之。但当时宦官当道，三人不敢录用刘蕡，物论喧然不平。同年贾餗再任知制诰。三年（829年）七月，以朝散大夫、守太常少卿、知制诰、上柱国守中书舍人。四年（830年）九月，权知礼部科举。五年（831年），科举发榜后，拜礼部侍郎。他经历三届科举，选拔了75人，多至公卿、宰相。杜顗中进士，贾餗对人说：“得杜顗，足敌数百人。”授其秘书省正字。任内还奉敕为时任西川节度使的李德裕撰德政碑。六年（832年）四月，贾餗奏复考功别头试。七年（833年）五月，转任兵部侍郎。八年（834年）十一月，迁京兆尹，授御史大夫。
九年（835年）四月，唐文宗设宴曲江。按规矩，京兆尹应该在外门下马对御史作揖。贾餗以自己身居高位且和宰相李宗闵、文宗近臣郑注有交为傲，没有下马，继续骑行。殿中侍御史杨俭、苏特与贾餗争辩，被贾餗痛骂：“黄面儿敢尔！”杨俭说：“公为御史，能嘿嘿吗？”结果，大夫温造上表弹劾贾餗，贾餗被罚俸。贾餗以为耻，请求出京，被任为浙西观察使，未行，以前浙西道都团练观察处置等使、朝议大夫、检校礼部尚书、持节润州诸军事兼润州刺史、御史大夫、上柱国、姑臧县开国男、食邑三百户、赐紫金鱼袋被任为守中书侍郎，授同中书门下平章事，拜为宰相。柏杨认为，此次贾餗在出事后突然升职是郑注试图表现自己对皇帝的影响力的事例之一。当时文宗不满朋党，故大用贾餗等无党之人。不久，贾餗又被授银青光禄大夫、充集贤殿大学士，监修国史。正逢李宗闵获罪，贾餗指杨俭、苏特为其党，罢斥之。
此时，文宗、郑注、贾餗同僚宰相李训正筹划屠杀当权宦官，贾餗并不知情。12月14日，李训实施计划（即后世所谓“甘露之变”），宦官挟持文宗，计划失败。李训逃出长安，贾餗和同僚宰相王涯、舒元舆回到宰相官署，相信文宗很快会召他们去延英殿处理后事，称不知有何事，命属官继续照常办公。但不久，宦官神策军中尉仇士良等相信朝臣参与图谋，命左、右神策副使刘泰伦、魏仲卿等统率神策军五百人攻打官邸。宰相们正要用午餐，闻讯逃走。贾餗穿便服躲了一夜，次日，自知逃不掉，换上丧服骑驴至兴安门，对士兵说：“我是宰相贾餗，被奸人诬陷，请把我交给神策军。”士兵照做了。同时，宦官将王涯受刑后写的称自己和朝臣意欲推翻文宗立郑注为帝的供状呈上，并得文宗认可。
故岭南节度使胡证为京城富豪，且生前素日和贾餗交好。这时禁军贪胡家钱财，称胡证子胡溵藏匿贾餗，杀入其家，一日之内抢光其家财，军人擒胡溵入左军，仇士良命斩之以徇。有人说太子詹事浑鐬藏匿贾餗，百骑捕之，浑鐬苦辩得免，但其家被士兵抢完。
12月17日，神策左右军各三百人押送贾餗、王涯、河东节度使王璠、京兆少尹羅立言、邠宁节度使郭行餘、舒元舆、御史中丞李孝本及李训首级献于京郊庙社，后押赴子城西南隅独柳树下腰斩。贾餗临刑愤怒地大声责骂；他们与郑注、左金吾卫大将军韩约、凤翔少尹魏逢共计十一人，横尸宫阙之下。他们的家属也遭屠戮，亲属门人从坐者数十百人，资产都被军卒瓜分。死非其罪，世人多以为冤。
贾餗小时候与沈传师交好，沈传师已死，曾在贾餗梦中说：“君可休矣！”贾餗醒后在卧室祭祀他，又梦到他说：“事已如此，奈何！”贾餗终于遭祸。
事变当夜，文宗召右仆射郑覃与尚书左仆射令狐楚入宫，共商作诏书，都想用为宰相。令狐楚因王涯、贾餗冤死，叙其罪状时泛泛而谈，仇士良等不悦，故令狐楚不得拜相。开成元年（936年）三月，令狐楚从容奏请收葬王涯、贾餗等人遗骸，文宗惨然久之，命京兆收葬王涯、贾餗等十一人于城西，各赐衣一袭。仇士良秘密派人发掘，弃骨于渭水。
此后宦官愈发骄横，文宗最终忧死。
宋代史学家司马光在所著《资治通鉴》中如是评价贾餗和王涯之死：“当时的评论家都说王涯和贾餗善文学，有名声，并不知道李训、郑注的图谋，横遭灭族之祸。他们为此气愤，哀叹他们死得冤枉。臣不以为然。社稷危亡，却不去匡正，当宰相有什么用！王、贾安于高位，享受财富和荣耀，同时李、郑这样的小人用尽奸险手段谋取将相之位。王、贾和他们比肩，不以为耻；国家面临危亡，他们不以为忧。他们苟且偷安，日复一日，自以为得保身良策，无人能及。如果人人为此且无灾祸，奸臣谁不愿意如此呢？一旦灾难降临，就不免家破人亡。这是上天要族诛他们，而非仇士良！”
贾餗子贾庠等在甘露之变中逃奔昭义军节度使刘从谏。唐武宗会昌四年（844年）九月，刘从谏侄刘稹败亡，贾庠等也被杀。时李德裕为宰相，下诏称“已在昭义军诛杀逆贼王涯、贾餗子孙”，宣告中外，有识者非之。
后在文宗叔父唐宣宗年间，贾餗和王涯被平反，官爵追复。
白居易曾作《看常州柘枝赠贾使君》《戏和贾常州醉中二绝句》。

## 作品
- 《至日圜丘祀昊天上帝赋（以题为韵）》
- 《百步穿杨叶赋（以艺精意专发必能中为韵）》
- 《庄周梦为胡蝶赋（以昔者庄周梦为胡蝶为韵）》
- 《东郊迎气赋（以「青陆朝觌，阳和启蛰」为韵）》
- 《太阿如秋水赋（以「如彼秋水容色」为韵）》
- 《履薄冰赋（以「戒慎之心，如履冰上」为韵）》
- 《教猱升木赋（以「仁义在躬，教之则进」为韵）》
- 《蜘蛛赋》
- 《中和节百辟献农书赋（以嘉节初吉修是农政为韵）》
- 《日月如合璧赋（以「天地交泰，日月贞明」为韵）》
- 《五色露赋（以「率土康乐之应」为韵）》
- 《仙人掌赋》
- 《敬宗谥议》，作于宝历三年七月
- 《赞皇公李德裕德政碑》，作于太和三年
- 《大唐宝历崇元圣祖院碑铭（并序）》，作于宝历二年七月
- 《扬州华林寺大悲禅师碑铭（并序）》，作于宝历元年

## 评价
- 《旧唐书》史臣曰：涯、餗绰有士风，晚为利丧，致身鬼蜮之伍，何逃瞰室之灾。非天不仁，子失道也！[3]